# Larissa Maciel
Larissa Maciel (ur. 31 października 1977) – brazylijska aktorka sceniczna i filmowa.

## Wybrana filmografia[1]
- 2000 - Descompassado Coração - Luísa
- 2001 - Club
- 2005 - A Ferro e Fogo - Tempo de Solidão
- 2007 - A Visita
- 2009 - Maysa: Quando Fala o Coração
- 2010 - Passione
- 2013 - Józef z Egiptu (José do Egito) jako Sati, żona Potifara
- 2015 - Dziesięć przykazań (Os Dez Mandamentos) jako Miriam
- 2017 - Belaventura